# Grand Prix automobile du Japon 2010
GP précédent GP suivant
Le Grand Prix automobile du Japon 2010 (2010 Formula 1 Japanese Grand Prix), disputé sur le Circuit de Suzuka le 10 octobre 2010, est la vingt-sixième édition du Grand Prix, la 836e épreuve du championnat du monde de Formule 1 courue depuis 1950 et la seizième manche du championnat 2010. 
Les organisateurs du Grand Prix ont apporté des modifications au circuit : la plus significative se situe dans l’enchaînement rapide de Degner où de nouveaux vibreurs en pente négative de 25mm ont été installés à la suite des nombreuses sorties de route de l’édition précédente. Ces nouveaux vibreurs remplacent les anciens et la partie en béton située à la sortie du premier droit de Degner. L’autre modification concerne le virage de Spoon Curve doté de vibreurs moins agressifs prolongés par de l'astroturf (herbe artificielle).

## Essais libres

### Vendredi matin
| Pos. | Pilote             | Voiture              | Chrono         | Écart     |
| ---- | ------------------ | -------------------- | -------------- | --------- |
| 1    | Sebastian Vettel   | Red Bull-Renault     | 1 min 32 s 585 |           |
| 2    | Mark Webber        | Red Bull-Renault     | 1 min 32 s 633 | + 0 s 048 |
| 3    | Robert Kubica      | Renault              | 1 min 33 s 129 | + 0 s 544 |
| 4    | Adrian Sutil       | Force India-Mercedes | 1 min 33 s 639 | + 1 s 054 |
| 5    | Lewis Hamilton     | McLaren-Mercedes     | 1 min 33 s 643 | + 1 s 058 |
| 6    | Rubens Barrichello | Williams-Cosworth    | 1 min 33 s 677 | + 1 s 092 |

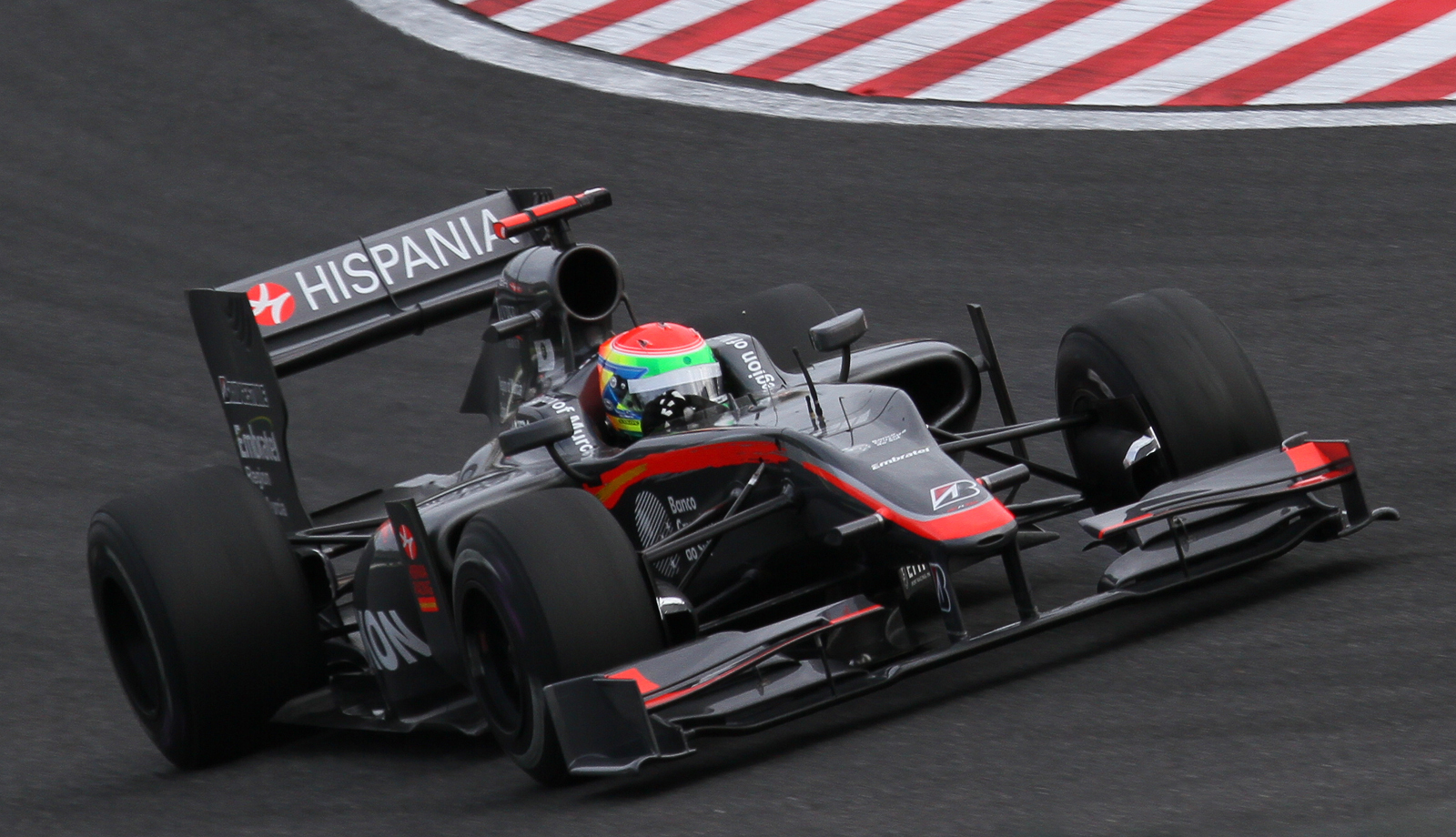
Sakon Yamamoto lors de son Grand Prix national

- Note : Jérôme d'Ambrosio, pilote essayeur chez Virgin Racing, remplace Lucas di Grassi lors de cette séance d'essais.

### Vendredi après-midi

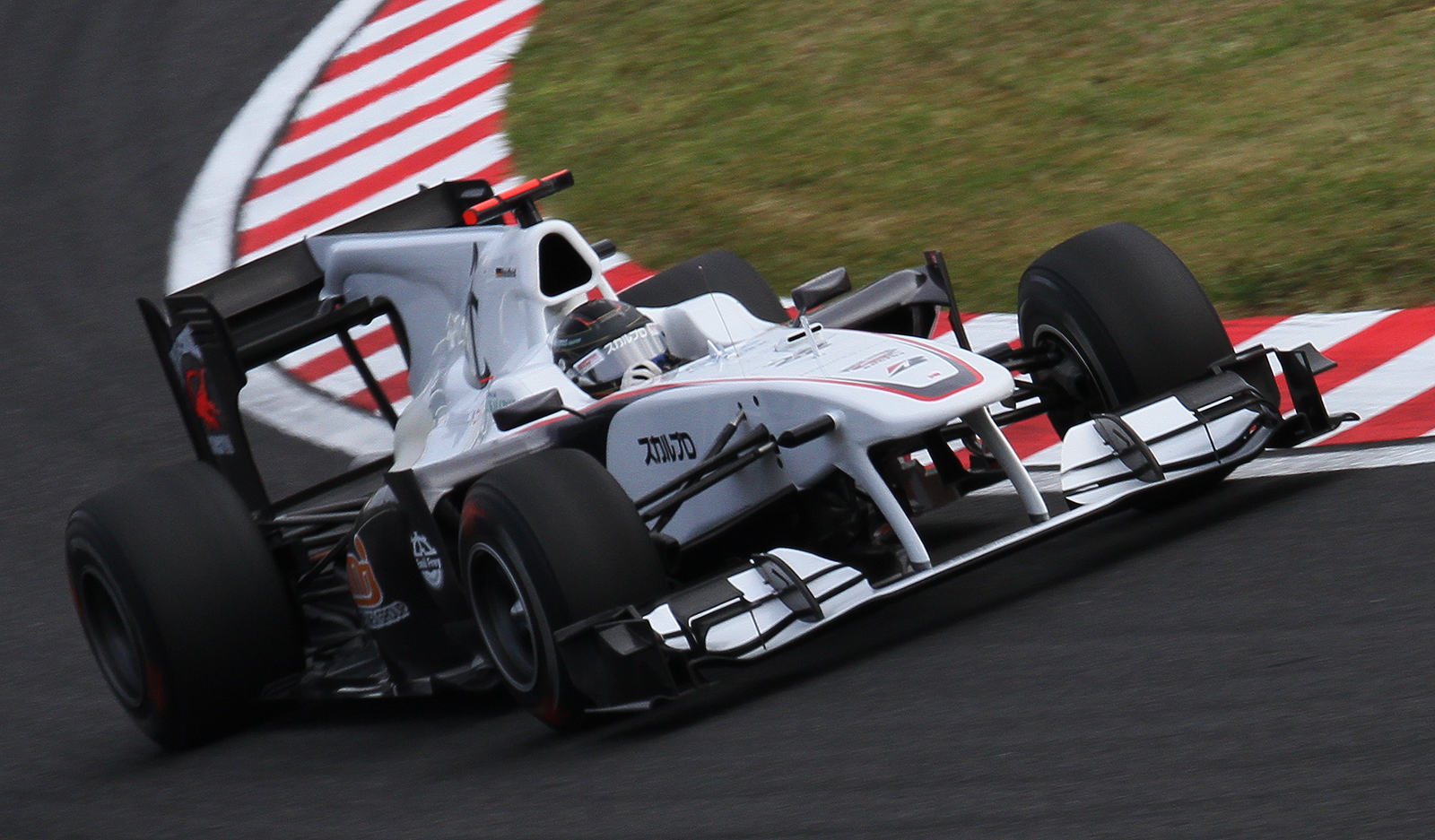
Nick Heidfeld lors de la seconde séance d'essais libres

| Pos. | Pilote           | Voiture          | Chrono         | Écart     |
| ---- | ---------------- | ---------------- | -------------- | --------- |
| 1    | Sebastian Vettel | Red Bull-Renault | 1 min 31 s 465 |           |
| 2    | Mark Webber      | Red Bull-Renault | 1 min 31 s 860 | + 0 s 395 |
| 3    | Robert Kubica    | Renault          | 1 min 32 s 200 | + 0 s 735 |
| 4    | Fernando Alonso  | Ferrari          | 1 min 32 s 362 | + 0 s 897 |
| 5    | Felipe Massa     | Ferrari          | 1 min 32 s 519 | + 1 s 054 |
| 6    | Jenson Button    | McLaren-Mercedes | 1 min 32 s 533 | + 1 s 068 |

### Samedi matin
| Pos. | Pilote            | Voiture            | Chrono         | Écart      |
| ---- | ----------------- | ------------------ | -------------- | ---------- |
| 1    | Jaime Alguersuari | Toro Rosso-Ferrari | 1 min 55 s 902 |            |
| 2    | Timo Glock        | Virgin-Cosworth    | 2 min 07 s 497 | + 11 s 595 |

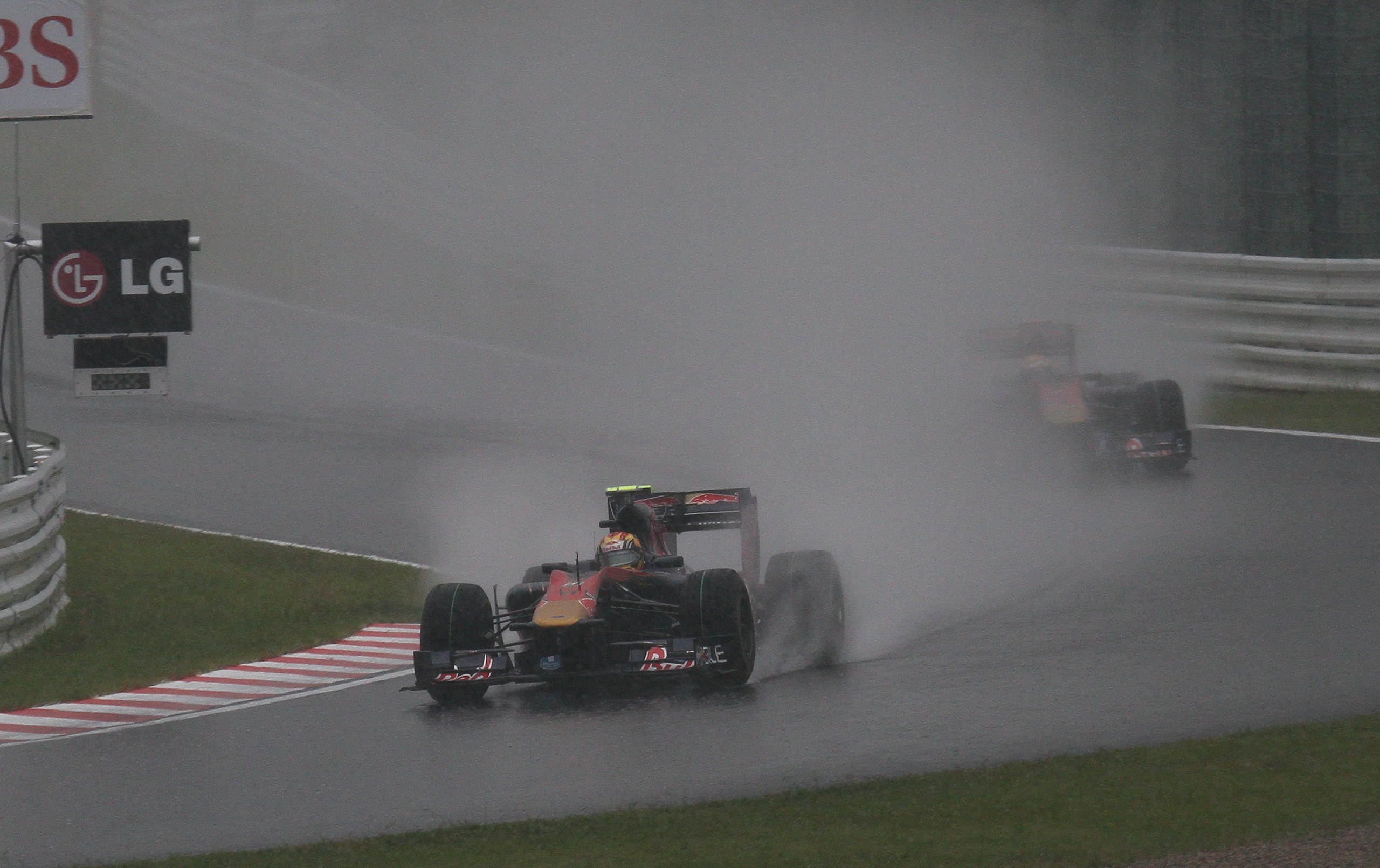
Les Toro Rosso sous le déluge du samedi matin

- Note : Il ne pleut que légèrement lors de cette séance d'essais mais la piste est fortement détrempée et de nombreuses rivières d’eau se sont formées. Tous les pilotes ont effectué un tour de reconnaissance pour évaluer la situation mais il faut attendre une demi-heure avant que Jaime Alguersuari signe les premiers temps chronométrés en 1 min 58 s 016 et en 1 min 55 s 902. Timo Glock est le seul autre concurrent à prendre la piste pour établir un temps. À vingt minutes de la fin de la séance, Sébastien Buemi prend la piste mais part en tête-à-queue dans le dernier virage.

## Grille de départ

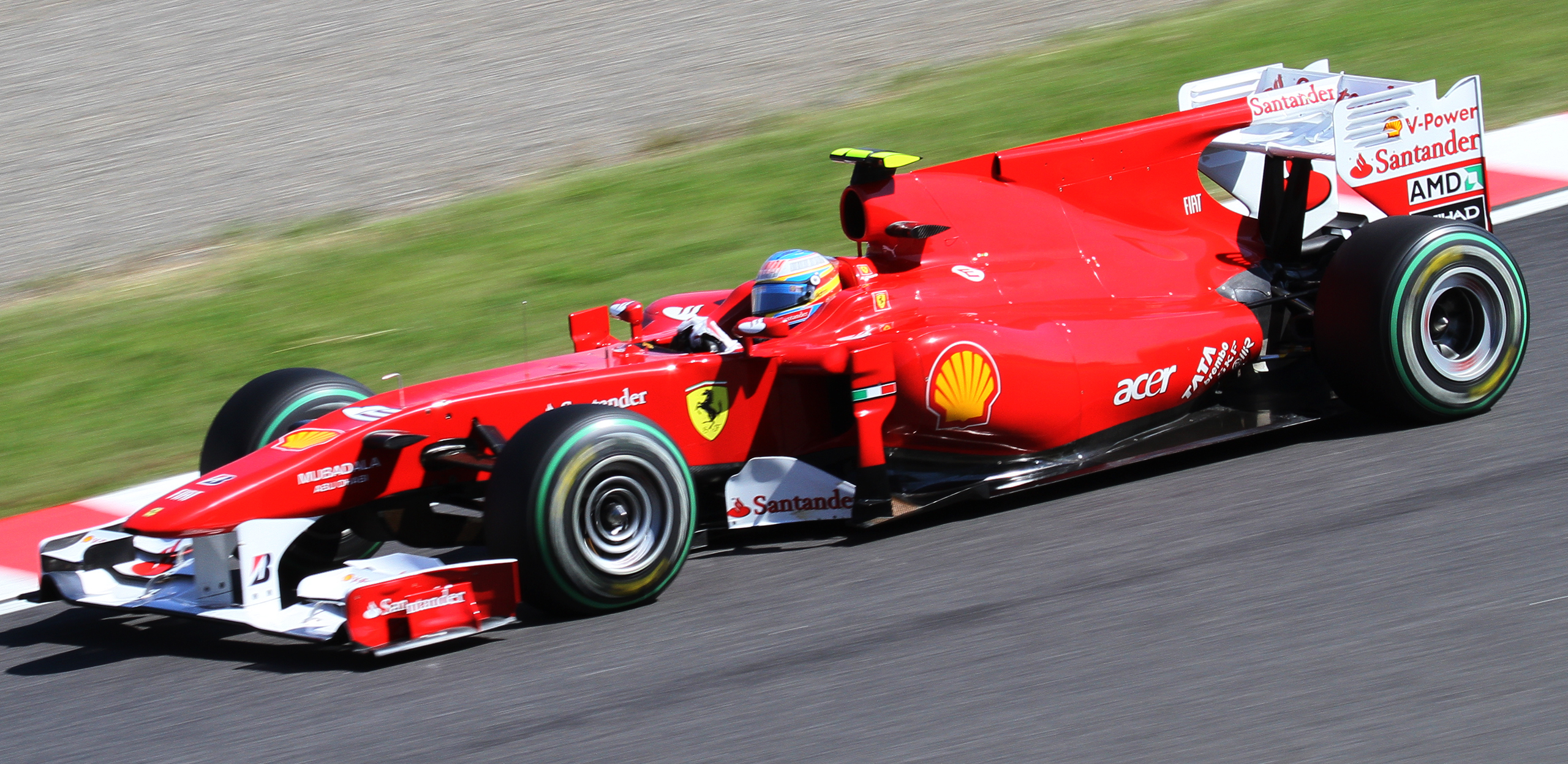
Fernando Alonso lors des qualifications du dimanche matin

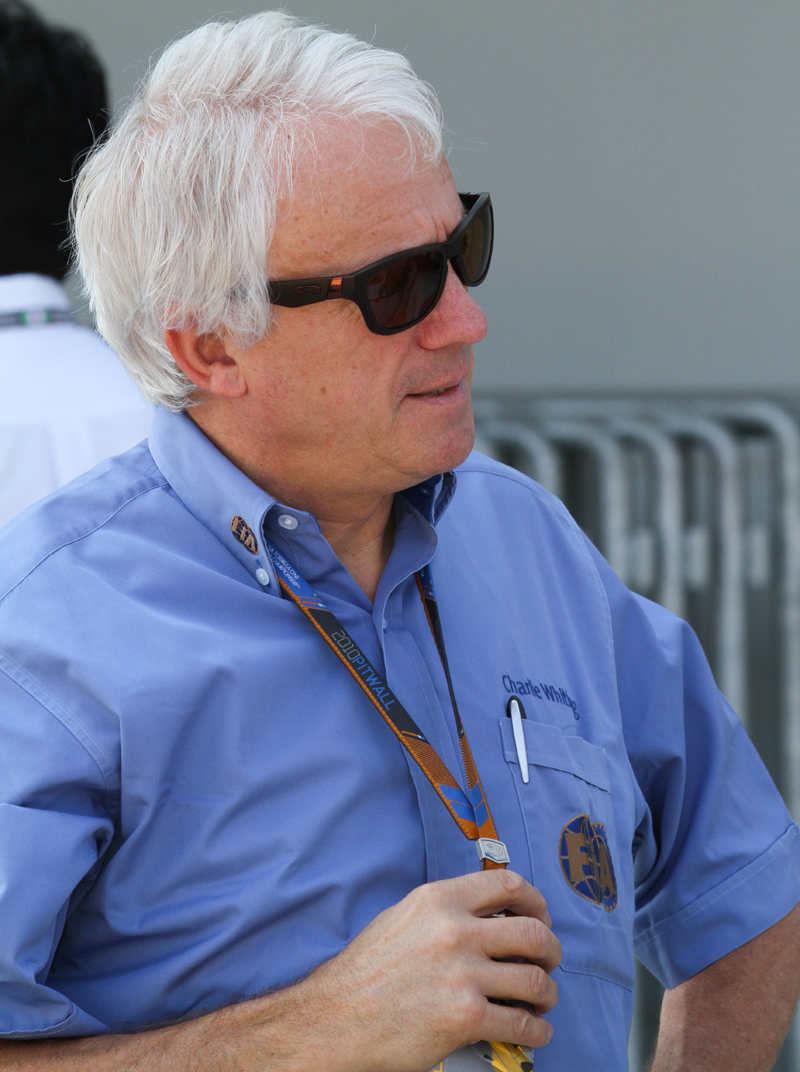
Charlie Whiting prend la décision de reporter les qualifications au dimanche matin

Les conditions de piste étant épouvantables lors de la troisième séance d’essais libres du Grand Prix du Japon, la FIA a décidé que si les conditions météorologiques de l'après-midi devaient être aussi mauvaises, la séance de qualification aurait lieu le dimanche matin à 10 h 00, la décision étant prise 10 minutes avant le début prévu de la séance.
Finalement, Charlie Whiting, le délégué à la sécurité de la FIA, a décidé que la séance qualificative aura lieu, comme initialement prévu, le samedi après-midi et non le dimanche matin. Les conditions de piste étant particulièrement mauvaises à quelques minutes du départ de la séance qualificative, un report de séance de 30 minutes a été décidé. À 14 h 20, une évaluation de la situation conduit Charlie Whiting a promulguer un nouveau report d’une demi-heure. À 14 h 50, à la suite d'une nouvelle inspection des conditions de piste, un troisième report est décidé.
Après une nouvelle inspection de la piste, la séance de qualification est finalement reportée au dimanche matin à 10 h 00. Une telle situation de report des qualifications au dimanche matin s'est déjà produite lors du Grand Prix du Japon 2004 où le cyclone Ma-on avait empêché les pilotes de prendre la piste le samedi.
| Pos. | Pilote             | Écurie               | Qualifications 1 | Qualifications 2 | Qualifications 3 |
| ---- | ------------------ | -------------------- | ---------------- | ---------------- | ---------------- |
| 1    | Sebastian Vettel   | Red Bull-Renault     | 1 min 32 s 035   | 1 min 31 s 184   | 1 min 30 s 785   |
| 2    | Mark Webber        | Red Bull-Renault     | 1 min 32 s 476   | 1 min 31 s 241   | 1 min 30 s 853   |
| 3    | Robert Kubica      | Renault              | 1 min 32 s 808   | 1 min 32 s 042   | 1 min 31 s 231   |
| 4    | Fernando Alonso    | Ferrari              | 1 min 32 s 555   | 1 min 31 s 819   | 1 min 31 s 352   |
| 5    | Jenson Button      | McLaren-Mercedes     | 1 min 32 s 636   | 1 min 31 s 763   | 1 min 31 s 378   |
| 6    | Nico Rosberg       | Mercedes             | 1 min 32 s 238   | 1 min 31 s 886   | 1 min 31 s 494   |
| 7    | Lewis Hamilton     | McLaren-Mercedes     | 1 min 32 s 809   | 1 min 31 s 523   | 1 min 31 s 169   |
| 8    | Rubens Barrichello | Williams-Cosworth    | 1 min 32 s 361   | 1 min 31 s 874   | 1 min 31 s 535   |
| 9    | Nico Hülkenberg    | Williams-Cosworth    | 1 min 32 s 211   | 1 min 31 s 926   | 1 min 31 s 559   |
| 10   | Michael Schumacher | Mercedes             | 1 min 32 s 513   | 1 min 32 s 073   | 1 min 31 s 846   |
| 11   | Nick Heidfeld      | BMW Sauber-Ferrari   | 1 min 33 s 011   | 1 min 32 s 187   |                  |
| 12   | Felipe Massa       | Ferrari              | 1 min 32 s 721   | 1 min 32 s 321   |                  |
| 13   | Vitaly Petrov      | Renault              | 1 min 32 s 849   | 1 min 32 s 422   |                  |
| 14   | Kamui Kobayashi    | BMW Sauber-Ferrari   | 1 min 32 s 783   | 1 min 32 s 427   |                  |
| 15   | Adrian Sutil       | Force India-Mercedes | 1 min 33 s 186   | 1 min 32 s 659   |                  |
| 16   | Jaime Alguersuari  | Toro Rosso-Ferrari   | 1 min 33 s 471   | 1 min 33 s 071   |                  |
| 17   | Vitantonio Liuzzi  | Force India-Mercedes | 1 min 33 s 216   | 1 min 33 s 154   |                  |
| 18   | Sébastien Buemi    | Toro Rosso-Ferrari   | 1 min 33 s 568   |                  |                  |
| 19   | Jarno Trulli       | Lotus-Cosworth       | 1 min 35 s 346   |                  |                  |
| 20   | Heikki Kovalainen  | Lotus-Cosworth       | 1 min 35 s 464   |                  |                  |
| 21   | Lucas di Grassi    | Virgin-Cosworth      | 1 min 36 s 265   |                  |                  |
| 22   | Timo Glock         | Virgin-Cosworth      | 1 min 36 s 332   |                  |                  |
| 23   | Bruno Senna        | HRT-Cosworth         | 1 min 37 s 270   |                  |                  |
| 24   | Sakon Yamamoto     | HRT-Cosworth         | 1 min 37 s 365   |                  |                  |

- Notes :
  - Lewis Hamilton, auteur du troisième temps des qualifications, a été rétrogradé de 5 places pour changement de boîte de vitesses. Il s'élancera de la huitième place sur la grille de départ.
  - Lucas di Grassi n'a pas pris le départ à la suite d'un accident lors du tour de mise en grille.

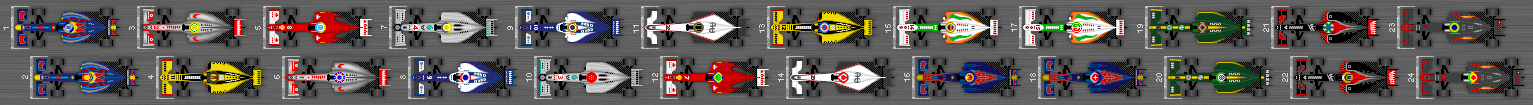
La grille de qualification du Grand Prix.

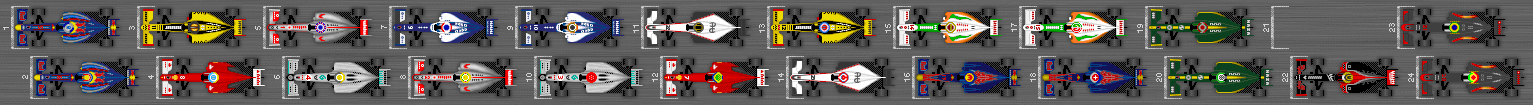
La grille de départ du Grand Prix.

## Course

### Déroulement de l'épreuve
Seuls vingt-trois pilotes se placent sur la grille de départ, Lucas di Grassi ayant écrasé sa Virgin dans le mur durant son tour de mise en grille. La température est de 26 °C dans l’air et, contrairement à la veille, aucune pluie n’est annoncée. À l’extinction des feux, Sebastian Vettel, en pole position, prend un excellent départ et s’engouffre en tête dans le premier virage devant Robert Kubica, Mark Webber et Fernando Alonso. Plus loin, le départ s’est transformé en une cohue générale : Vitaly Petrov démarre mieux que Nico Hülkenberg et le dépasse mais se rabat sur lui, provoquant son abandon, et détruit sa monoplace contre le muret. Quelques secondes plus tard, Felipe Massa accroche Vitantonio Liuzzi, ce qui provoque l’abandon des deux pilotes.
La voiture de sécurité entre en piste avant même la fin du premier tour et Nico Rosberg, Jarno Trulli, Timo Glock et Bruno Senna en profitent pour changer leurs pneumatiques. Le classement derrière la voiture de sécurité est alors Vettel devant Kubica, Webber, Alonso, Jenson Button (seul pilote de pointe à partir en pneus durs), Lewis Hamilton, Rubens Barrichello, Michael Schumacher, Nick Heidfeld, Adrian Sutil, Jaime Alguersuari et Kamui Kobayashi. Alors que le peloton est toujours regroupé derrière la voiture de sécurité, Kubica perd sa roue arrière droite et laisse sa Renault sur le bord de la piste. Lorsque la voiture de sécurité rentre à l’entame du sixième tour, Rosberg attaque Sébastien Buemi sans succès tandis que Schumacher prend l’avantage sur Barrichello.
Au neuvième passage, Vettel précède Webber de 1 seconde 6, Alonso de 4 s, Button de 5 s, Hamilton de 6 s, Schumacher de 8 s, Barrichello de 9 s, Heidfeld de 10 s, Sutil de 11 s et Alguersuari de 12 s. Kobayashi, devant son public, dépasse coup sur coup Alguersuari puis Buemi. Heidfeld et Sutil changent leurs pneus au dix-huitième tour, Barrichello s’arrête au vingtième, Alguersuari au tour suivant, Hamilton au vingt-deuxième, Schumacher au vingt-troisième, Vettel et Alonso au vingt-quatrième et Webber au vingt-cinquième. 
Au trente-deuxième tour, Button, qui n’est pas passé par les stands, devance Vettel à 1 s 7, Webber à 3 s 5, Alonso à 9 s, Hamilton à 14 s, Kobayashi (qui n’a pas changé de pneus) à 27 s, Rosberg et Schumacher à 36 s, Heidfeld à 40 s et Barrichello à 43 s. Button et Kobayashi s’arrêtent enfin au trente-huitième tour, tous les pilotes ont dès lors effectué leur changement obligatoire de gommes. Hamilton, qui remonte sur Alonso, perd l’usage de son troisième rapport bien qu’une nouvelle boîte de vitesses ait été installée sur sa monoplace.
Au quarante et unième tour, Vettel, qui a repris le commandement de la course, devance Webber à 2 s, Alonso à 5 s, Hamilton à 13 s, Button à 17 s, Rosberg à 42 s, Schumacher à 43 s, Heidfeld à 45 s, Barrichello à 48 s et Sutil à 50 s. À la fin du quarante-troisième tour, Hamilton s’écarte pour laisser passer son coéquipier Button, beaucoup plus rapide que lui. Pendant ce temps Kobayashi dépasse Alguersuari qui résiste : les pilotes se touchent deux fois mais poursuivent leur course. Quelques secondes plus tard, Sutil explose son moteur et répand une grande quantité d’huile sur la piste.
Au quarante-septième tour, Vettel précède Webber, Alonso, Button, Hamilton, Rosberg, Schumacher, Heidfeld, Barrichello, Kobayashi et Buemi. Quelques instants plus tard, la monoplace de Rosberg subit une casse qui l’envoie dans le mur tandis qu’Heidfeld ouvre la porte à son coéquipier Kobayashi, plus rapide.
Sebastian Vettel remporte le Grand Prix du Japon, sa troisième victoire de la saison. Il devance Webber, Alonso, Button, Hamilton, Schumacher, Kobayashi, Heidfeld, Barrichello et Buemi. Mark Webber, en signant le meilleur tour en course dans le dernier tour, prive Vettel d’un hat trick.

### Classement de la course

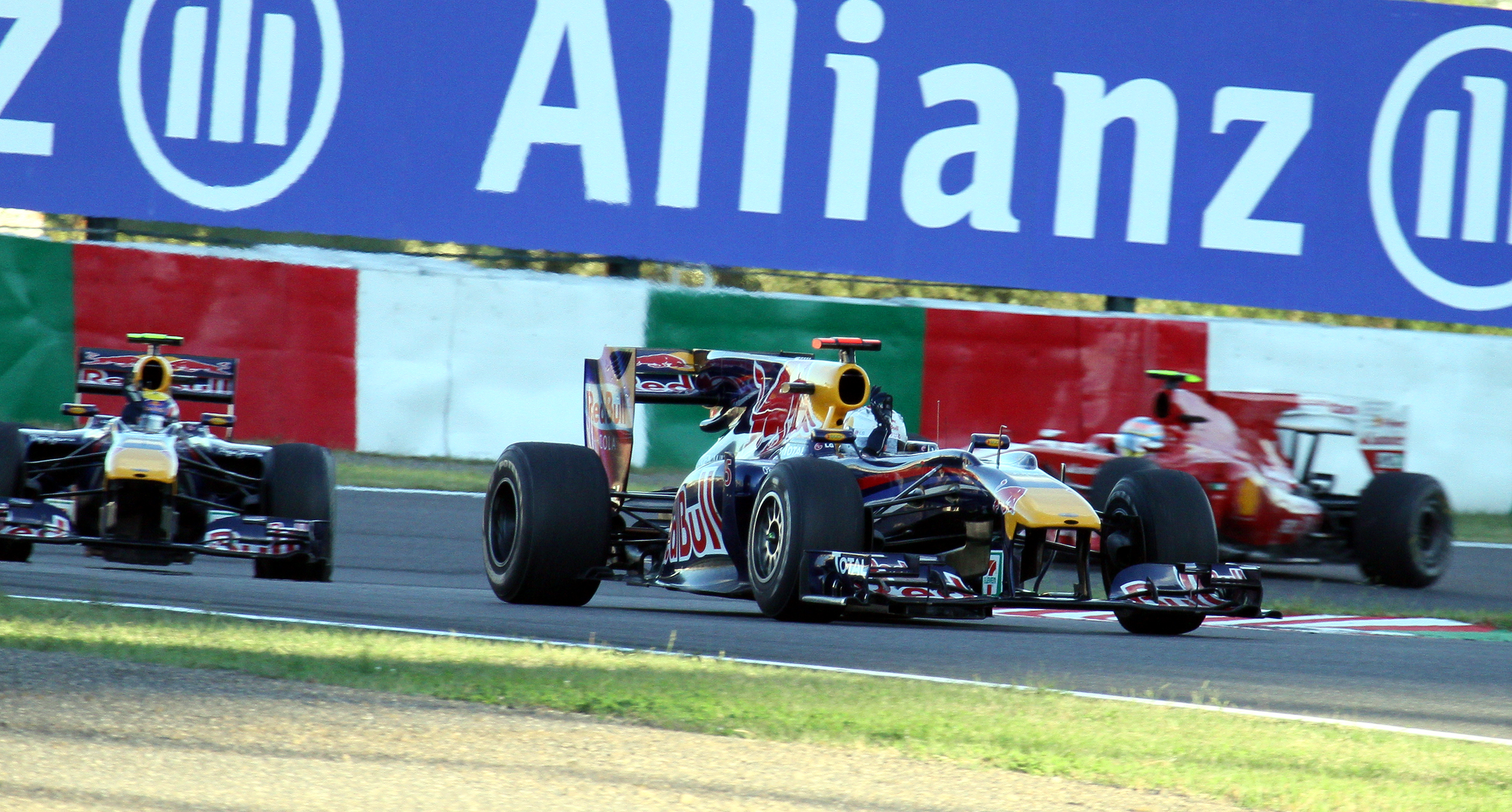
Le podium du Grand Prix : Vettel, Webber et Alonso

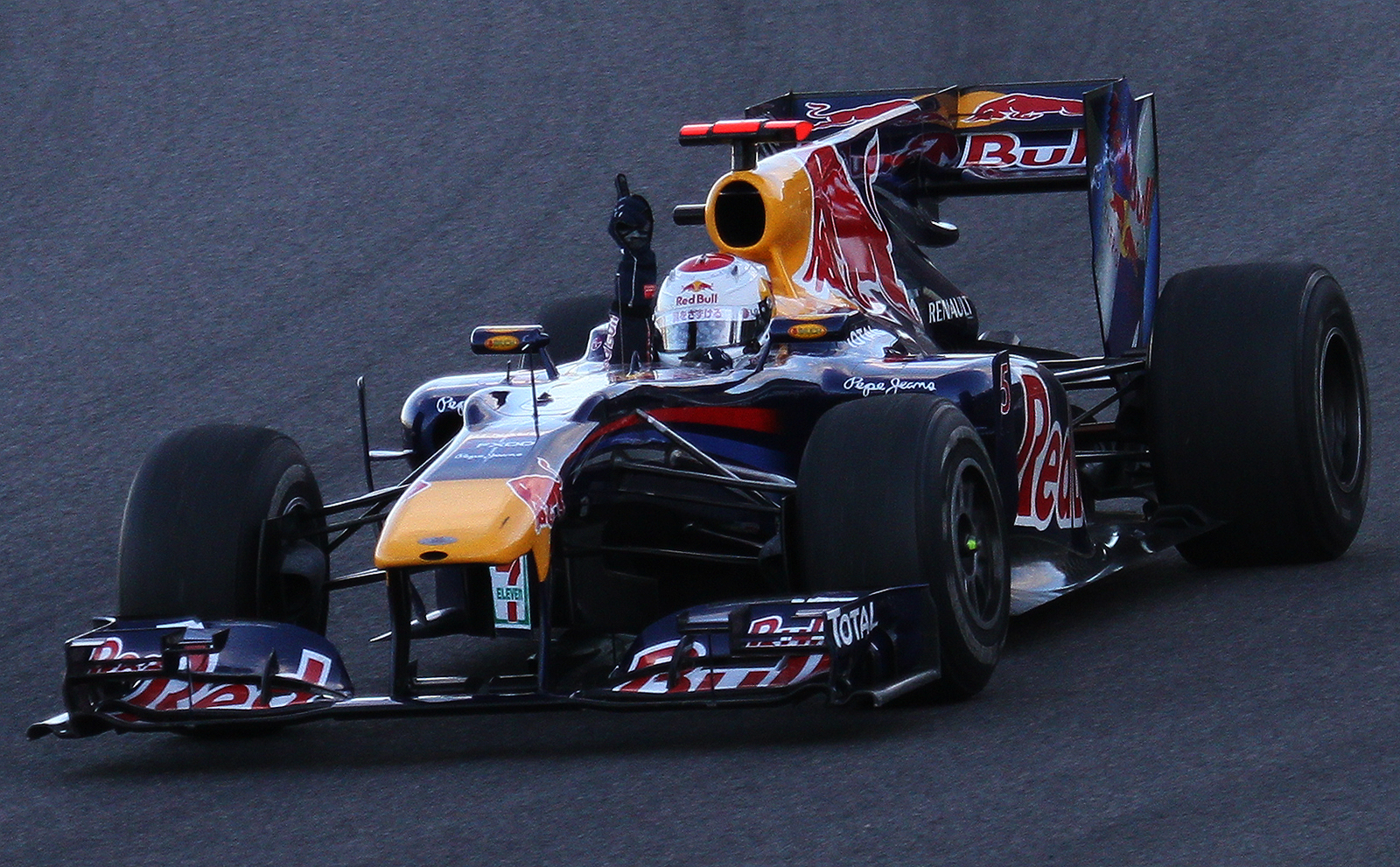
Sebastian Vettel remporte le Grand Prix du Japon 2010

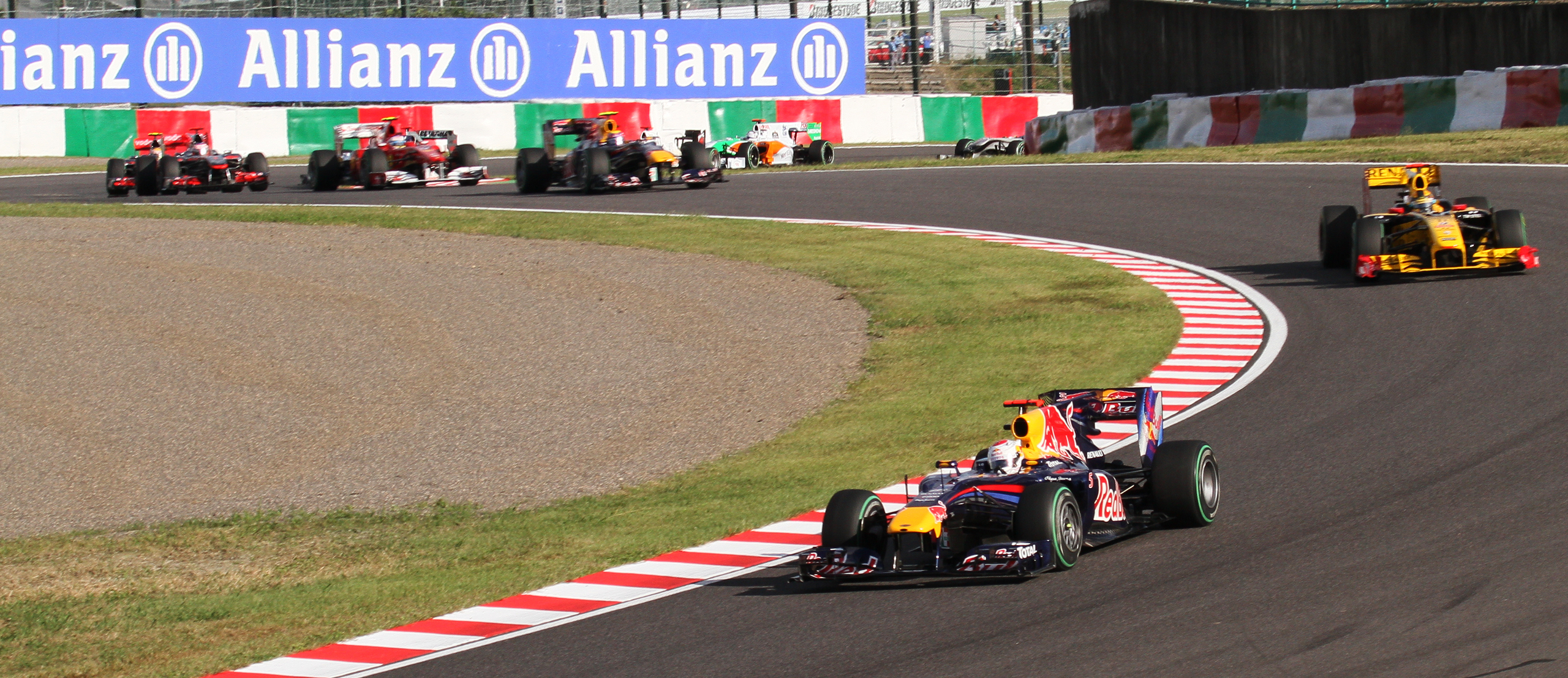
Vettel emmène la meute lors du premier tour du Grand Prix

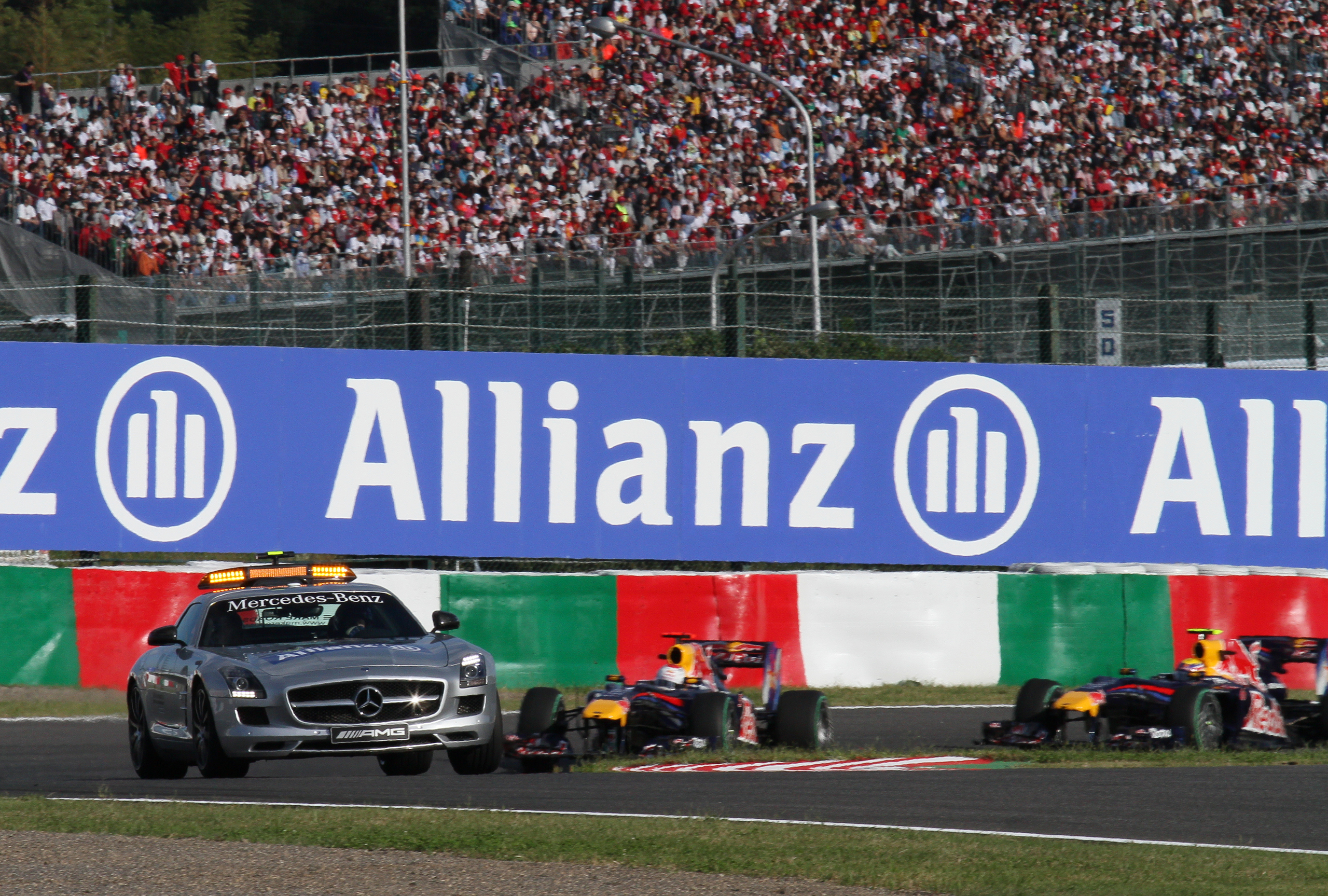
Les Red Bull de Vettel et Webber derrière la voiture de sécurité

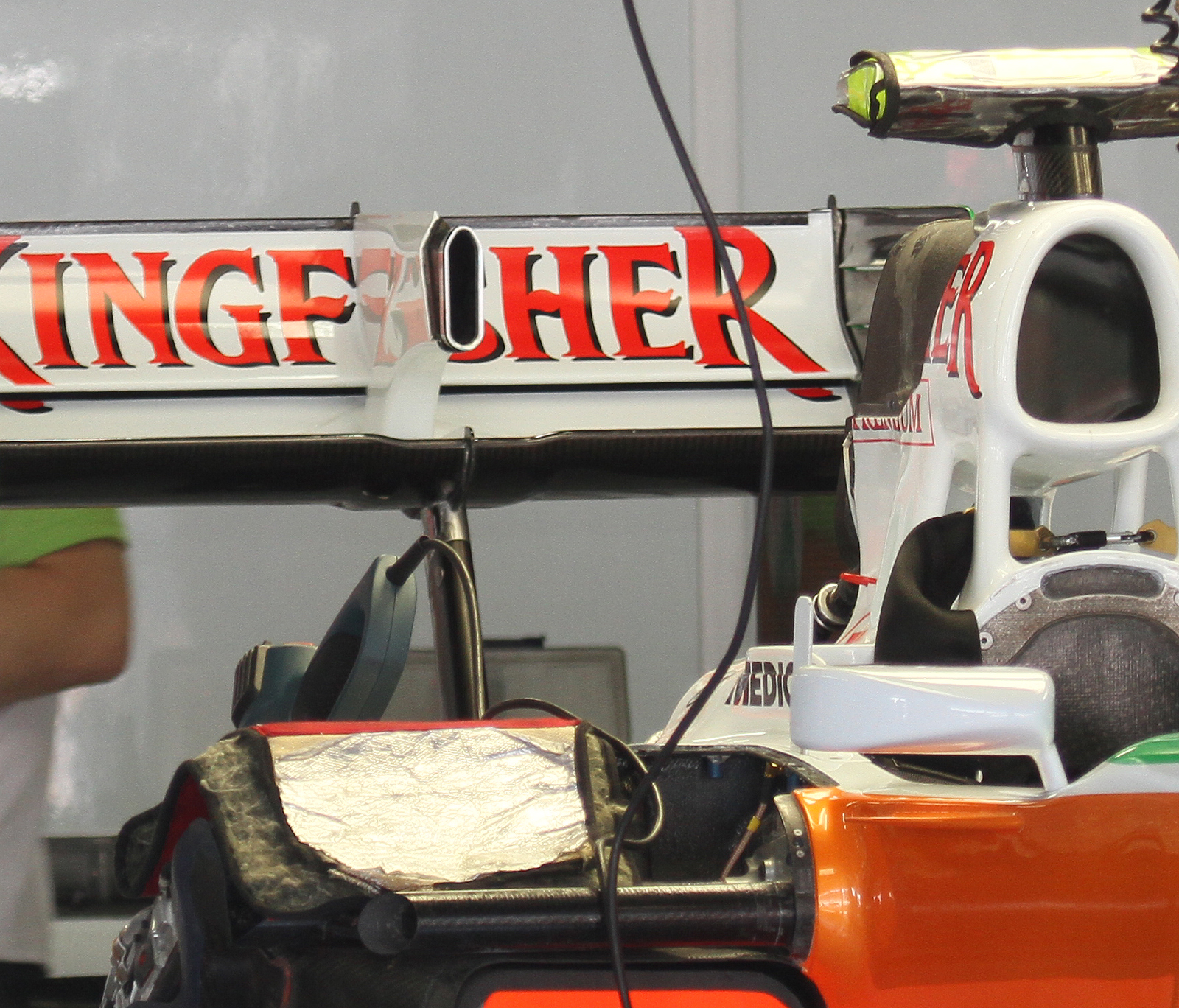
Vue du F-Duct de la Force India VJM03

| Pos. | no | Pilote             | Écurie               | Tours | Temps/Abandon                      | Grille | Points |
| ---- | -- | ------------------ | -------------------- | ----- | ---------------------------------- | ------ | ------ |
| 1    | 5  | Sebastian Vettel   | Red Bull-Renault     | 53    | 1 h 30 min 27 s 323 (203,949 km/h) | 1      | 25     |
| 2    | 6  | Mark Webber        | Red Bull-Renault     | 53    | + 0 s 905                          | 2      | 18     |
| 3    | 8  | Fernando Alonso    | Ferrari              | 53    | + 2 s 721                          | 4      | 15     |
| 4    | 1  | Jenson Button      | McLaren-Mercedes     | 53    | + 13 s 522                         | 5      | 12     |
| 5    | 2  | Lewis Hamilton     | McLaren-Mercedes     | 53    | + 39 s 595                         | 8      | 10     |
| 6    | 3  | Michael Schumacher | Mercedes             | 53    | + 59 s 933                         | 10     | 8      |
| 7    | 23 | Kamui Kobayashi    | BMW Sauber-Ferrari   | 53    | + 1 min 04 s 038                   | 14     | 6      |
| 8    | 22 | Nick Heidfeld      | BMW Sauber-Ferrari   | 53    | + 1 min 09 s 648                   | 11     | 4      |
| 9    | 9  | Rubens Barrichello | Williams-Cosworth    | 53    | + 1 min 10 s 846                   | 7      | 2      |
| 10   | 16 | Sebastien Buemi    | Toro Rosso-Ferrari   | 53    | + 1 min 12 s 804                   | 18     | 1      |
| 11   | 17 | Jaime Alguersuari  | Toro Rosso-Ferrari   | 52    | + 1 tour                           | 16     |        |
| 12   | 19 | Heikki Kovalainen  | Lotus-Cosworth       | 52    | + 1 tour                           | 20     |        |
| 13   | 18 | Jarno Trulli       | Lotus-Cosworth       | 51    | + 2 tours                          | 19     |        |
| 14   | 24 | Timo Glock         | Virgin-Cosworth      | 51    | + 2 tours                          | 22     |        |
| 15   | 21 | Bruno Senna        | HRT-Cosworth         | 51    | + 2 tours                          | 23     |        |
| 16   | 20 | Sakon Yamamoto     | HRT-Cosworth         | 50    | + 3 tours                          | 24     |        |
| 17   | 4  | Nico Rosberg       | Mercedes             | 47    | Sortie de piste                    | 6      |        |
| Abd. | 14 | Adrian Sutil       | Force India-Mercedes | 44    | Moteur                             | 15     |        |
| Abd. | 11 | Robert Kubica      | Renault              | 2     | Perte d'une roue                   | 3      |        |
| Abd. | 10 | Nico Hülkenberg    | Williams-Cosworth    | 0     | Accrochage avec Petrov             | 9      |        |
| Abd. | 7  | Felipe Massa       | Ferrari              | 0     | Accrochage avec Liuzzi             | 12     |        |
| Abd. | 12 | Vitaly Petrov      | Renault              | 0     | Accrochage avec Hülkenberg         | 13     |        |
| Abd. | 15 | Vitantonio Liuzzi  | Force India-Mercedes | 0     | Accrochage avec Massa              | 17     |        |
| Np.  | 25 | Lucas di Grassi    | Virgin-Cosworth      |       | Accident lors de la mise en grille | 21     |        |

### Pole position et record du tour
- Pole position :  Sebastian Vettel (Red Bull-Renault) en 1 min 30 s 785 (230,272 km/h).
- Meilleur tour en course :  Mark Webber (Red Bull-Renault) en 1 min 33 s 474 (223,647 km/h) au cinquante-troisième tour.

### Tours en tête
- Sebastian Vettel (Red Bull-Renault) : 39 tours (1-24 / 39-53)
- Mark Webber (Red Bull-Renault) : 1 tour (25)
- Jenson Button (McLaren-Mercedes) : 13 tours (26-38)

## Classements généraux à l'issue de la course
| Pos. | Pilote             | Écurie               | Points |
| ---- | ------------------ | -------------------- | ------ |
| 1    | Mark Webber        | Red Bull-Renault     | 220    |
| 2    | Fernando Alonso    | Ferrari              | 206    |
| 3    | Sebastian Vettel   | Red Bull-Renault     | 206    |
| 4    | Lewis Hamilton     | McLaren-Mercedes     | 192    |
| 5    | Jenson Button      | McLaren-Mercedes     | 189    |
| 6    | Felipe Massa       | Ferrari              | 128    |
| 7    | Nico Rosberg       | Mercedes             | 122    |
| 8    | Robert Kubica      | Renault              | 114    |
| 9    | Michael Schumacher | Mercedes             | 54     |
| 10   | Adrian Sutil       | Force India-Mercedes | 47     |
| 11   | Rubens Barrichello | Williams-Cosworth    | 41     |
| 12   | Kamui Kobayashi    | BMW Sauber-Ferrari   | 27     |
| 13   | Vitaly Petrov      | Renault              | 19     |
| 14   | Nico Hülkenberg    | Williams-Cosworth    | 17     |
| 15   | Vitantonio Liuzzi  | Force India-Mercedes | 13     |
| 16   | Sébastien Buemi    | Toro Rosso-Ferrari   | 8      |
| 17   | Pedro de la Rosa   | BMW Sauber-Ferrari   | 6      |
| 18   | Nick Heidfeld      | BMW Sauber-Ferrari   | 4      |
| 19   | Jaime Alguersuari  | Toro Rosso-Ferrari   | 3      |

| Pos. | Écurie               | Points |
| ---- | -------------------- | ------ |
| 1    | Red Bull-Renault     | 426    |
| 2    | McLaren-Mercedes     | 381    |
| 3    | Ferrari              | 334    |
| 4    | Mercedes             | 176    |
| 5    | Renault              | 133    |
| 6    | Force India-Mercedes | 60     |
| 7    | Williams-Cosworth    | 58     |
| 8    | BMW Sauber-Ferrari   | 37     |
| 9    | Toro Rosso-Ferrari   | 11     |

## Statistiques

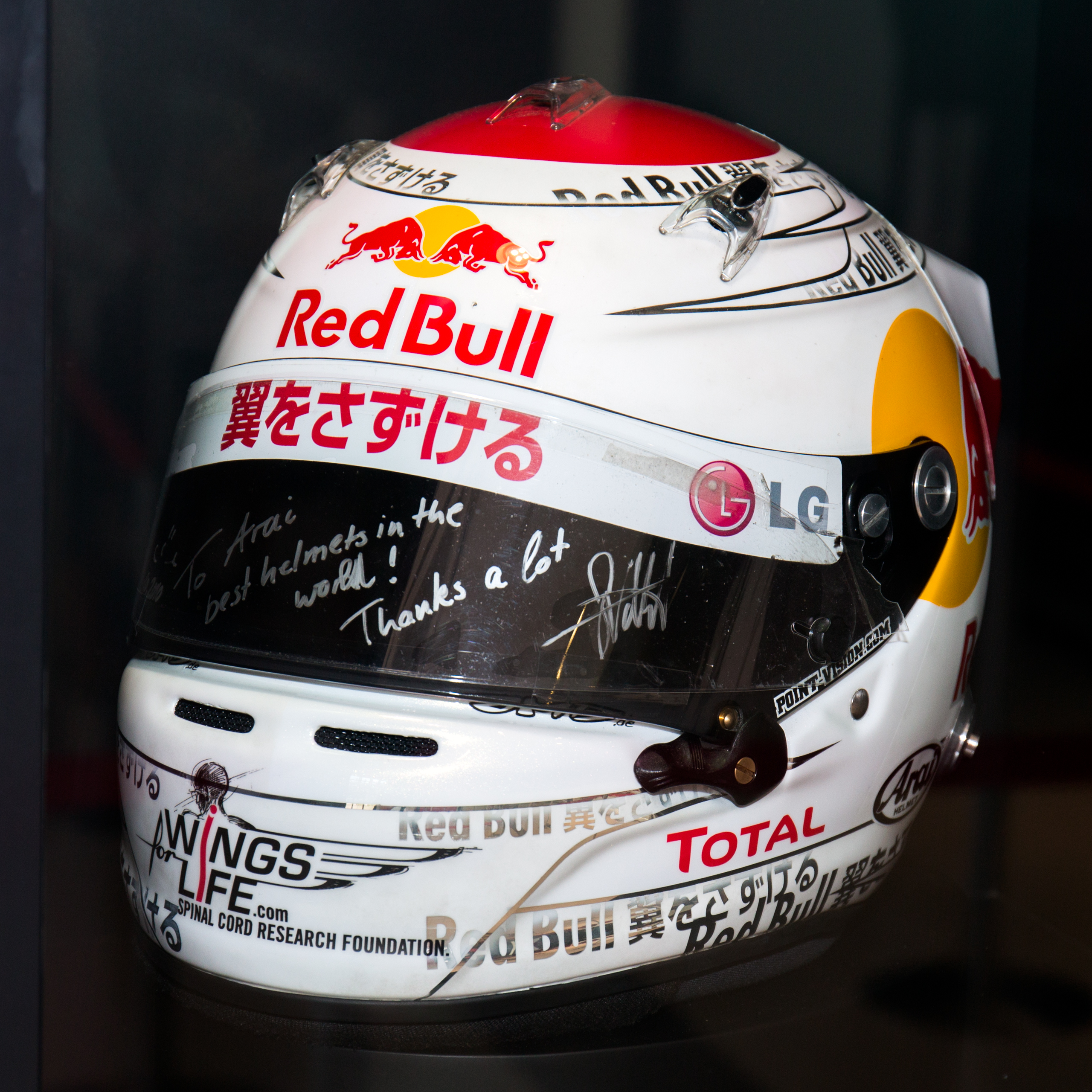
Le casque « collector » de Sebastian Vettel pour la course de Suzuka.

- 13e pole position de sa carrière pour Sebastian Vettel.
- 8e victoire de sa carrière pour Sebastian Vettel.
- 13e victoire pour Red Bull Racing en tant que constructeur.
- 128e victoire pour Renault en tant que motoriste.
- 7e doublé pour Red Bull Racing.
- 200e Grand Prix dans les points pour Michael Schumacher.
- Alexander Wurz (69 départs en Grands Prix de Formule 1 dont 3 podiums et 1 meilleur tour en course, vainqueur des 24 Heures du Mans 1996 et 24 Heures du Mans 2009) a été nommé par la FIA conseiller pour aider dans leurs jugements le groupe des commissaires de course lors de ce Grand Prix. Il a déjà assumé ce rôle lors du Grand Prix de Chine 2010 en avril 2010.
- Vitaly Petrov et Nico Hülkenberg ont été entendus par les commissaires de la FIA et le directeur de course Charlie Whiting à la suite de leur accrochage au départ. Petrov a reçu une pénalité de cinq places sur la grille de départ du prochain Grand Prix en Corée du Sud.